# مقياس ريومور

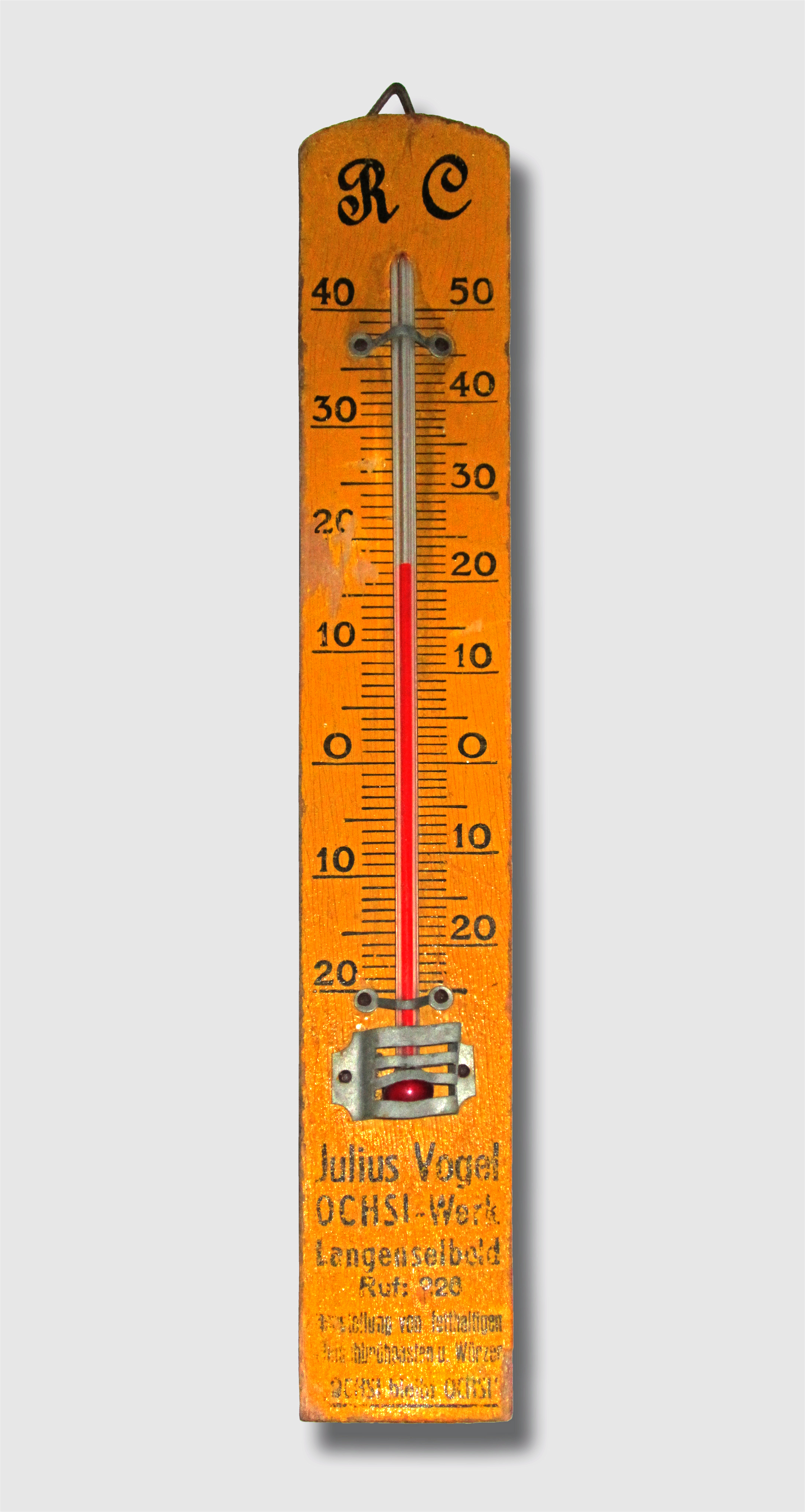

مقياس ريومور‏ (° Ré و° Re و° r)، والمعروف أيضًا باسم "التقسيم الثماني الأضلاع"، هو مقياس درجة الحرارة الذي تمثل بتعريفه لنقاط تجمد وغليان الماء على أنه 0 و80 درجة على التوالي. تم تسمية المقياس باسم رينيه أنطوان فيرشو دي ريومور، الذي اقترح لأول مرة مقياسًا مشابهًا في عام 1730.